# Better Books
Better Books è stata una libreria indipendente.
Fu fondata da Tony Godwin
e si trovava a Londra, al 94 di Charing Cross Road.

## Storia
Tony Godwin era un vivace editore britannico. A Londra aprì le librerie Bumpus e City Bookshop
e nel 1960 passò alla Penguin Books diventando dirigente editoriale.
Nel 1946 Godwin rilevò i locali al 94 di Charing Cross Road.
Nel 1964, visitò San Francisco e il City Lights Bookstore. Incontrò Lawrence Ferlinghetti e gli suggerì uno scambio di lavoro: Ferlinghetti avrebbe inviato "uno dei suoi Beats in cambio di un venditore inglese che aveva bisogno di un po' di formazione". Dick McBride, poeta beat e manager del City Lights store, si trasferì nel Regno Unito per sei mesi ad aiutare a rendere un po' bohemien Better Books.
Better Books ha avuto una serie di manager influenti tra cui Bill Butler, Bob Cobbing e Barry Miles, che fecero ordinare una grande quantità di libri da City Lights Bookstore e Grove Press.
Better Books era più di una semplice libreria. Già descritta come un 'piccolo Arts Lab'
è stata palcoscenico, cinema e galleria. Il suo approccio interdisciplinare accolse nuove forme d'arte come assemblaggio, performance e poesia radicale. Insieme con altre gallerie alternative, come la 26 Kingly Street e l'Indica Bookshop di Barry Miles, Better Books è stato uno dei punti caldi della scena underground londinese.
Fu la sede delle Better Books Writers Nights e nel marzo 1965 ospitò la sTigma Environmental Exhibition, ispirata alla Sigma, A Tactical Blue print di Alexander Trocchi, e a cui contribuì Jeff Nuttall.
Allen Ginsberg arrivò alla Better Books nel maggio 1965, e si offrì di leggere dovunque gratuitamente. La prima lettura di Ginsberg alla Better Books venne descritta da Jeff Nuttall come "il primo vento risanatore in un pensiero collettivo molto inaridito" e in Peace News,
Tom McGrath scrisse "Questo potrebbe rivelarsi essere stato un significativo momento nella storia dell'Inghilterra – o almeno nella storia della poesia inglese".
Poco dopo la lettura alla Better Books, si cominciò a pianificare l'International Poetry Incarnation, evento che si terrà l'11 giugno 1965 alla Royal Albert Hall di Londra.
Better Books chiuse secondo una fonte per ragioni economiche nel 1974,,
secondo altre fonti nel 1967.